# عشاريات الأرجل
العشر قدميات أو عشريات الأرجل (الاسم العلمي: Decapoda) هي رتبة من القشريات، تنتمي لطائفة ناعمات القشرة، وتتضمن مجموعة من القشريات المعروفة، كالسراطين والروبيان والقريدس والكركند. معظم العشر قدميات حيوانات قمامة (رمامة)، أي تتغذى على بقايا الحيوانات الأخرى.

## الخصائص العامة
سميت العشر قدميات بهذا الاسم نسبة لعدد أرجلها، وهي الأزواج الخمسة الأخيرة من الأزواج الثمانية من الزوائد الصدرية، بحيث تشكل الثلاثة الأولية منها أجزاء فموية، والباقي عبارة عن أرجل تستخدم للمشي أو لإمساك الغداء، تعرف بالأرجل الصدرية. لكن، توجد لدى العديد من العشر قدميات زوج من الأرجل ذات مخالب متضخمة، وتعرف بالأرجل المخلبية. توجد عدة زوائد في المنطقة البطنية، حيث يمكن لكل جزء من البطن حمل رجلين بطنيين، تعرف أيضاً باسم الأرجل السابحة، بينما تشكل الزوائد الأخيرة مع الذنب مروحة ذيلية، وتعرف هذه الزوائد بالأرجل الذيلية.

## التصنيف
تصنف العشر قدميات بحسب تكوين الخياشيم والأرجل، وأيضاً بحسب الطرق التي تنمو خلالها اليرقانات، إلى تحت رتبتين:
- شجريات الخياشيم، التي تتكون من القريدس وبقية القشريات التي تعرف خطأ بالروبيان نظراً للشبه فيما بين الكائنين، وسميت بذلك نتيجة لتشعب خياشيمها بشكل شجري.
- سباحيات الحمل، التي تتكون من بقية القشريات العشر قدميات كالسراطين والروبيان الحقيقي، وسميت بذلك نسبة إلى حملها للبيوض في أرجلها البطنية على عكس شجريات الخياشيم.
  - السرطانات الشبحية وأشباهها
    - السرطانات الشبحية

  - قصيرات الذنب
    - قصيرات الذنب الحقيقية
      - متغايرات الثقوب
        - البطمونينات
          - البطمونات
            - البطموناوات
              - البطمون